# Боигу
Боигу (англ. Boigu Island) — остров в северной части группы островов Торресова пролива (Квинсленд, Австралия).

## География
Боигу представляет собой небольшой низменный остров, расположенный в северной части Торресова пролива, примерно в 6 км к югу от острова Новая Гвинея. Расстояние до континентальной части Австралии составляет 150 км. Площадь острова — 72,2 км². Длина береговой линии — 41,4 км.
Остров сформирован из аллювиальных отложений, попавших в пролив из новогвинейских рек и постепенно «наросших» на коралловую платформу. Боигу подвержен частым наводнениям, имеются многочисленные болота с мангровыми зарослями.

## История
8 июля 1871 года на острове высадились первые христианские миссионеры — представители Лондонского миссионерского общества, тем не менее местные жители враждебно встретили просветителей.
В 1879 году остров вошёл в состав австралийской провинции Квинсленд. В 1975 — 1978 на остров претендовала Папуа — Новая Гвинея, которая пыталась провести демаркацию границы с Австралией по 10-й параллели, в результате чего остров должен был отойти к ней. Однако в 1978 году Австралия и Папуа — Новая Гвинея подписали т.н. Договор о Торресовом проливе, согласно которому остров остался австралийским, но для его жителей и граждан Папуа — Новой Гвинеи был установлен безвизовый режим.

## Население
Боигу — самый северный обитаемый остров Австралии. По состоянию на 2006 год, на нём проживало 283 человека, которые традиционно разделены на шесть кланов. Из них подавляющее большинство (258 человек) были представителями коренных народов Австралии (островитян Торресова пролива и австралийских аборигенов). Основные языки общения — кала-лагав-я (на нём общались 174 человека) и креольский язык Торресова пролива (82 человека). На английском языке дома общались только 6,4 % островитян. Основная религия — христианство (англиканство). На острове действует аэродром.